# Ron Chuldaj
Brigádní generál Ron Chuldaj (hebrejsky: רון חולדאי‎, 26. srpna 1944) je izraelský politik, bývalý bojový pilot a současný starosta Tel Avivu. V roce 1944 se narodil polským rodičům, původem z Lodže, v kibucu Chulda (jehož jméno přijal). Vystudoval Historii na Telavivské univerzitě a Auburnské univerzitě v Montgomery (Alabama), Air Force Air War College na Maxwellově letecké základně v Montgomery a Advanced Management Program na Wharton School na University of Pennsylvania.
Během dvaceti šesti let své vojenské kariéry u Izraelského vojenského letectva (1963–1989) sloužil jako bojový pilot a zastával několik pozic jako starší důstojník. Jako brigádní generál sloužil u Letecké školy pro bojové piloty. Sloužil rovněž jako koordinátor vládního úřadu a supervizor civilních projektů u letectva.
Z aktivní vojenské služby odešel roku 1989 a načež vstoupil do soukromého sektoru. O tři roky později se stal ředitelem prestižní střední školy Gymnázium Herzlija a v této funkci setrval šest let.
Jako člen Strany práce byl poprvé zvolen starostou Tel Avivu v roce 1998 a následně byl znovu zvolen ve volbách v roce 2003, kdy získal 62 % hlasů.